# Lefors
Lefors is een plaats (town) in de Amerikaanse staat Texas, en valt bestuurlijk gezien onder Gray County.

## Demografie
Bij de volkstelling in 2000 werd het aantal inwoners vastgesteld op 559.
In 2006 is het aantal inwoners door het United States Census Bureau geschat op 554, een daling van 5 (-0,9%).

## Geografie
Volgens het United States Census Bureau beslaat de plaats een oppervlakte van
1,0 km², geheel bestaande uit land. Lefors ligt op ongeveer 855 m boven zeeniveau.

## Plaatsen in de nabije omgeving
De onderstaande figuur toont nabijgelegen plaatsen in een straal van 36 km rond Lefors.